# 石田三成の青春
『石田三成の青春』（いしだみつなりのせしゅん）は、松本匡代による長編歴史小説およびその漫画化作品。戦国時代の武将・石田三成と大谷吉継の友情を軸に、親兄弟や恋人、妻子らを登場させつつ、若き日の三成を描いている。
2014年（平成26年）10月に同人誌「いかなご」に「浮き城　忍城水攻め」（本書には第７章として収録）を発表後、同年12月から2016年（平成28年）1月にかけ短文投稿サイト「Twitter」で連載された。同年2月にサンライズ出版から初版第1刷発行、4月に第2刷発行、9月に電子書籍発行。2021年（令和3年）7月、第1章が山田裕樹編のアンソロジー『智に働けば 石田三成像に迫る十の短編』(集英社文庫) に収録された。
カバーイラストなどを担当した漫画家もとむらえりによって漫画化されることが2017年（平成29年）2月に発表され、同年8月発売の『長浜ものがたり大賞コレクション』（サンライズ出版）巻頭に、小説の第1章と第2章に相当する部分が総36ページ（うちカラー4ページ）で掲載された。続編は未定だが、最終ページ最下段に「つづく？」と記されている。2022年（令和4年）12月、イタリア語に翻訳した冊子とWeb版を制作したことを長浜市市民協働部市民活躍課が発表した。

## あらすじ
第1章 美しい誤解 出会いの三献茶
近江国坂田郡石田村（滋賀県長浜市石田町）の地侍・石田正継の三男・佐吉（のちの三成）は、同じ近江国の伊香郡小谷（おおたに）村（長浜市余呉町小谷）出身の大谷紀之介（のちの吉継）とともに大原観音寺（米原市朝日）で小姓であった。ある時、鷹狩りの帰りに寺に立ち寄り茶を所望した長浜城主の羽柴秀吉は、のどの渇き具合に応じたかのように温度や量の違う3杯の茶を運んできた佐吉の気働き（三献茶・三碗の才）に感じ入り臣下とする。
第2章 出仕 長浜城小姓部屋（原題：出仕 長浜城へ）

第3章 軍師の条件 半兵衛の秘策（原題：軍師の条件 半兵衛と三成）

第4章 三成の恋 微笑みの名残（原題：三成の恋）

第5章 清濁 本能寺の変異聞

第6章 泰平への誓い 夫として父として（原題：長浜城を取り戻せ！）

第7章 浮き城 忍城水攻め

第8章 友情のかたち 三成襲撃事件（原題：思惑 石田三成襲撃事件）

第9章 友よ 佐和山から関ヶ原へ

## 主な登場人物

### 石田家と大谷家
石田三成（佐吉）
本編の主人公。近江国坂田郡石田村の地侍・石田正継の三男。好物はふなずし。
大谷吉継（紀之介）
副主人公。近江国伊香郡小谷村出身で三成の一つ年上の親友。
石田正継
三成の父。浅井家の元家臣。
石田正澄
石田正継の次男。長兄が病没し石田家の嫡男となる。
おもよ
三成の女中で三成のことを「若様」と呼ぶ。毎年ふなずしを漬ける（第4章）。
嘉助
三成の奉公人（若党）。
うた
羽柴秀長の家臣・尾藤頼忠の次女。姉は真田昌幸の正室。ふなずしが苦手（第6章）。
咲
三成の娘。

### 織田家と豊臣家
織田信長
安土城主。本能寺の変で明智光秀に討たれる（第5章）。
豊臣秀吉/羽柴秀吉
長浜城主。三成を実の息子のようにかわいがる。
おね（寧）
秀吉の正室。
竹中半兵衛
秀吉の軍師。
蜂須賀家政（彦右衛門）
秀吉の小姓。三成の二つ年上。
加藤清正（虎之助）
秀吉の小姓。三成の一つ年下。
福島正則（市松）
秀吉の小姓。三成の二つ年下。
黒田長政（松寿丸）
黒田官兵衛の長男。人質として秀吉に預けられている。

### 細川家
細川藤孝
丹後宮津城主。細川家の足軽だった明智光秀を足利幕府の直臣として推挙する。
松井康之
細川藤孝の重臣。本能寺の変に関する書状を三成に託す。

### 徳川家
徳川家康
秀吉亡き後の天下を狙うが、三成の手腕を高く評価している。

### 真田家
真田昌幸
信濃上田城主。正室（山手殿）は三成の正室（皎月院）の姉。
真田信幸
真田昌幸の長男。信繁の戦の才を三成に誇らしく話す。正室は家康の重臣・本多忠勝の娘。
真田信繁
真田昌幸の次男。信幸自慢の弟。

## 受賞
- 2014年、第64回滋賀県文学祭特選 「思惑 石田三成襲撃事件」（第8章「友情のかたち 三成襲撃事件」と改題）
- 2015年、第65回滋賀県文学祭特選 「清濁 本能寺の変異聞」（第5章）
- 2017年、第1回Twitter装幀賞第17位
- 2017年、第7回Twitter文学賞第18位

## 備考
- 巻末の解説は佐和山城研究会代表でオンライン三成会の会員の田附清子が執筆。
- カバー帯の推薦文は歴史学者で帝塚山大学教授の笠谷和比古によるもの。
- 漫画家もとむらえりによるカバーイラストは、三成の地元・JR米原駅と彦根駅に設置の横断幕や看板、佐和山城大手（正面）や中山道鳥居本宿に設置ののぼり旗、「MEET三成」（情報誌・ポスター・スタンプラリー帳）、クリアファイル、軽トラックのリアウィンドウシート、グラウンドゴルフのボールなどにも採用され、ポスターデザインはそのまま「NHKウィークリーステラ」に掲載された。
- カバーデザインは編集者でデザイナーや漫画原作者としても活躍する神崎夢現が担当している。